# 彭淮棟
彭淮棟（1953年—2018年2月15日），臺灣翻譯家，譯有《鄉關何處》、《魔山》、《浮士德博士》、《美的歷史》。

## 簡歷

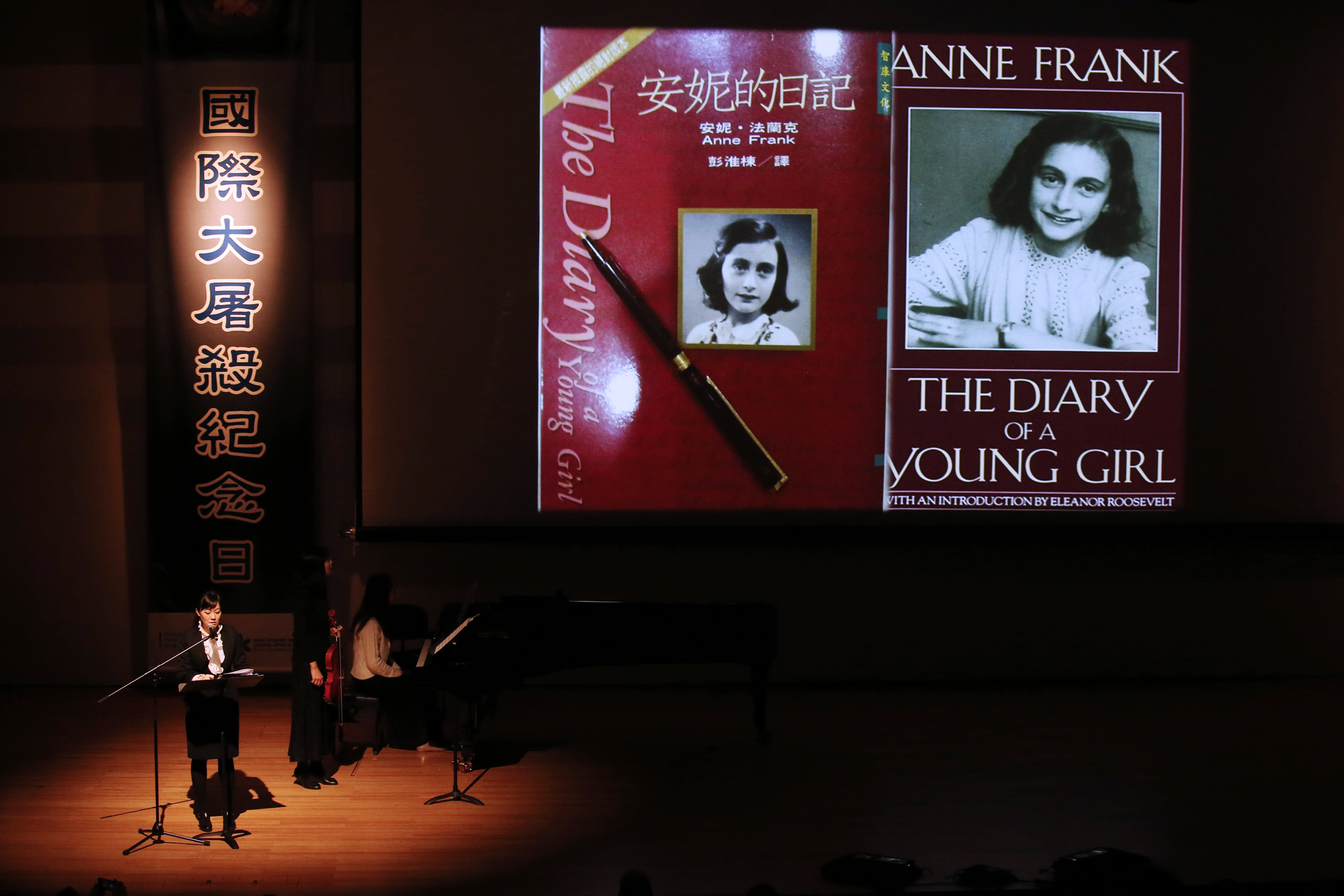
彭淮棟譯著《安妮的日記》封面照，2016年攝於國際大屠殺紀念日臺北會場

1953年出生，新竹縣竹東人，東海大學外文系畢業，國立臺灣大學外文研究所肄業。
服役退伍後，進入秋雨印刷公司擔任英文文案，1985年應林載爵邀請至聯經出版社審閱【現代名著譯叢】譯稿，期間認識學者錢永祥，並在錢永祥的建議之下開始翻譯《俄國思想家》。
彭淮棟擔任聯合晚報編譯長達30年、後轉任世界日報新聞編譯，世界日報總編輯張宗智形容他翻譯迅速正確，而且文稿典雅雋永。彭淮棟擔任新聞編譯期間，對issue、market share、survival、survival rate 等國內較為陌生用語，費心詳細研究原義，然後審定為「議題」、「市場占有率」、「存活」、「存活率」，日後漸為國內通用。
彭淮棟在80、90 年代翻譯的書籍如《俄國思想家》，跨海峽、跨世代地影響了兩岸的讀書人。
工作之餘，彭淮棟以譯書為志業，因個人興趣翻譯諾貝爾文學獎得主湯瑪斯・曼的厚重小說《魔山》，備覺翻譯之不易，對於翻譯的態度是謙沖自牧，不求有功，但求寡過。愛好書法與古典音樂，日常以練字與彈鋼琴自娛。
2015年，彭淮棟以湯瑪斯・曼《浮士德博士》獲譯藝獎，自述《浮士德博士》是他翻譯過最耗時、最困難的著作。設立「譯藝獎」的鍾漢清提及，當年曾有中研院院士級的人物質疑「Michael Polanyi 的書怎麼能翻譯呢？」彭淮棟以一生埋首的成果證明：翻譯不僅可能，甚至可以是一門藝術。他不僅留下實體的譯本，也深深影響了出版這一行。
2018年2月15日，彭淮棟因縱隔腔腫瘤過世。
2018年3月，東海大學外國語文學系公告成立「彭淮棟翻譯獎」（Peng Huai-tung Translation Award），以表彰他在翻譯領域的傑出成就並鼓勵後進學子。

## 作品節選

### 翻譯作品
- 1992年《我兒子的故事》 . 娜汀・葛蒂瑪原著 ; 彭淮棟譯.臺北市 : 九歌. ISBN 978-957-560-196-6.
- 1993年《魔山》（Der Zauberberg）.湯瑪斯・曼(Thomas Mann) 原著 ; 彭淮棟譯 / 導讀. 臺北市 : 桂冠. ISBN 978-957-551-613-0.
- 2000年《西洋政治思想史》.麥克里蘭 (J. S. McClelland) 作 ; 彭淮棟譯.臺北市 : 商業周刊出版 : 城邦文化發行.ISBN 978-957-667-458-7.
- 2001年《自由主義之後》. Immanuel Wallerstein 著 ; 彭淮棟譯. 臺北市 : 聯經.ISBN 978-957-08-2235-9.
- 2003年《如何打敗可口可樂》. 翟若適 (Carl Djerassi) 著 ; 彭淮棟譯. 臺北市 : 聯合文學.ISBN 978-957-522-429-5.
- 2004年《現實意識》.以撒. 柏林 (Isaiah Berlin) 著 ; 彭淮棟譯.  臺北市 : 臉譜出版 : 城邦文化發行.ISBN 978-986-7896-91-9.
- 2006年《美的歷史》. 翁贝托·埃可 (Umberto Eco) 編著 ; 彭淮棟譯. 臺北市 : 聯經.ISBN 978-957-08-2967-9.
- 2008年《醜的歷史》. 翁贝托·埃可 著 ; 彭淮棟譯. 臺北市 : 聯經.ISBN 978-957-08-3305-8.
- 2009年《貝多芬 : 阿多諾的音樂哲學》. 阿多諾 (Theodor W. Adorno) 著 ; 彭淮棟譯.  臺北市 : 聯經. ISBN 978-957-08-3391-1.
- Said, Edward W.  [音樂的極境]. 由彭淮棟翻译. 臺北市: 太陽社. 2010. ISBN 978-986-85388-4-9.
- 2010年《論晚期風格 : 反常合道的樂與文學音》. 爱德华·萨义德 著 ; 彭淮棟譯.臺北市 : 麥田出版 : 家庭傳媒城邦分公司發行. ISBN 978-986-173-621-1.
- 2011年《俄國思想家》（二版）.以賽亞 · 伯林著；彭淮棟譯. 南京市 :譯林出版社. ISBN 9787544715836.
- 2015年《浮士德博士》托马斯·曼 (Thomas Mann) 著 ; 彭淮棟譯. 新北市 : 漫步文化出版 : 遠足文化發行. ISBN 978-986-91220-1-6.
- 2015年《格格不入 : 薩依德回憶錄》（二版）.  爱德华·萨义德 著; 彭淮棟譯.新北市 : 立緖文化. ISBN 978-986-360-032-9.